# احسان حدادی
احسان حدّادی (زادهٔ ۳۰ دی ۱۳۶۳) پرتاب‌گر دیسک ایرانی و رکورددار فعلی پرتاب دیسک در تمامی رده‌های سنی ایران و رکورد دار همین رشته در رده بزرگسالان آسیا با حد نصاب پرتاب ۶۹٫۳۲ متر است. وی از تیر سال ۱۴۰۳ رئیس فدراسیون دو و میدانی ایران می‌باشد.
احسان حدادی نخستین بار در مسابقات قهرمانی جوانان آسیا ۲۰۰۴ مدال طلا را به چنگ آورد. چندی بعد، این قهرمانی را در مسابقات جوانان جهان در گروسو، ایتالیا تکرار کرد و نخستین مدال جهانی را برای دو و میدانی ایران به ارمغان آورد. او در سال ۲۰۰۵ با پرتاب دیسک به مسافت ۶۵٫۲۵ متر رکورد آسیا را شکست و مدال طلای قهرمانی دوومیدانی آسیا را در شهر اینچئون، کرهٔ جنوبی به گردن آویخت.
حدادی در بازی‌های آسیایی ۲۰۰۶ دوحه، قطر با رکورد ۶۵٫۳۸ متر پس از ۳۲ سال ایران را صاحب مدال طلای بازی‌های آسیایی در رشتهٔ دو و میدانی ساخت.
حدادی عنوان قهرمانی مسابقات قهرمانی آسیا ۲۰۰۷ در امان، اردن را نیز به دست آورد و در مسابقات قهرمانی دو و میدانی جهان ۲۰۰۷ در اوزاکا به مقام هفتم رقابت‌ها رسید.
حدادی پس از آن بارها در مسابقات داخلی و خارجی رکورد خود را بهبود بخشیده است و رکورد فعلی او ۶۹٫۳۲ متر است که در سوم ژوئن ۲۰۰۸ در مسابقات جایزه بزرگ تالین، استونی به جای گذاشت.
او که یکی از شانس‌های اصلی قهرمانی در المپیک ۲۰۰۸ در پکن بود، با پرتابی به مسافت ۶۱٫۳۴ متر و با رتبه هفدهم به کار خود پایان داد.
حدادی در بازی‌های آسیایی ۲۰۱۰ گوانگ‌ژو مدال طلای این دوره از مسابقات را کسب کرد و رکورد بازی‌های آسیایی را دوباره بهبود بخشید.
احسان حدادی در تاریخ ۱۰مهر ۱۴۰۲ مصادف با ۲ اکتبر
۲۰۲۳ در مسابقات آسیایی هانگژو چین پس از کسب مدال نقره از ورزش قهرمانی خداحافظی کرد.

## المپیک لندن
احسان حدادی با مشکلات فراوان و در بسیاری از موارد بیخیالی فدراسیون با مربیان کاربلد قرار داد می‌بست به همین دلیل با برنامه‌ریزی اصولی در سال ۲۰۱۲ در اوج آمادگی قرار داشت و همه انتظار یک نتیجهٔ خوب را از او داشتند ولی اما نه آن نتیجه ای که بدست آمد. حدادی ابتدا با ۶۵/۱۹ رکورد ورودی را کسب کرد اما در دور نهایی بود که احسان حدادی تاریخ ساز شد و با رکورد ۶۸/۱۸ بعد از هارتینگ ۶۸/۲۸ به مدال نقره المپیک دست یافت. این برای اولین بار نبود که یک ورزشکار ایرانی بر روی سکو المپیک می‌رفت ولی این نخستین بار بود که یک ایرانی در رشته دو و میدانی آنهم در ورزشگاه اصلی المپیک پرچم کشورش را به اهتزاز درآورده بود.
احسان حدادی توانست که در بازیهای آسیایی جاکارتا ۲۰۱۸ مدال طلا را بگیرد و با داشتن چهار مدال طلا در بازیهای آسیایی توانست دست نیافتی باشد، وی پر افتخارترین ورزشکار رشته دو و میدانی ایران و آسیا است، اما پس از این مسابقات فدراسیون دو و میدانی ایران هزینه‌های مربی حدادی را پرداخت نکرد و مربی او یکی از بهترین مربیان این رشته در جهان است با فدراسیون دو و میدانی کشور چین قرارداد بست تا حدادی نتواند به صورت انفرادی با مک ویلکینز تمرینات خود را ادامه دهد.
احسان حدادی در مسابقات قهرمانی دو و میدانی ۲۰۱۹ آسیا با ثبت رکورد ۶۵٫۹۵، رکورد خودش (۶۵٫۳۸ متر) در مسابقات قهرمانی پرتاب دیسک آسیا را شکست و به مدال طلا دست یافت. این ششمین طلای وی در مسابقات قهرمانی آسیا در رشته پرتاب دیسک بود که وی را تبدیل به پرافتخارترین ورزشکار آسیا در تمامی رشته‌های دوومیدانی کرد. حدادی در این مسابقات با لباس منحصر به فردی که خودش طراحی کرده بود حاضر شد و بسیاری از رسانه‌ها در روز مسابقه به ابتکار حدادی به صورت ویژه پرداختند، بعد از مسابقات حدادی در کنفرانس خبری که تمامی خبرنگاران از تمام آسیا و اروپا حضور داشتند صحبتهای جالبی کرد و قبل شروع کنفرانس خبری از خبرنگاران خواست برای حادثه سیل در شمال ایران که باعث خسارت و جان باختن مردم ایران شده بود یک دقیقه سکوت کنند.
در تاریخ ۷ فروردین ۱۳۹۹، حدادی اعلام کرد که مشکوک به ابتلا به بیماری کروناست. تست کرونای او در روز بعد مثبت اعلام شد و او قرنطینه خانگی شد.

## رقابت‌های بین‌المللی
جدول زیر نشان‌دهندهٔ حضور احسان حدادی در مسابقات بین‌المللی مختلف در طول دوران حرفه‌ای به همراه نتایج و رکوردهای وی می‌باشد.
| سال  | مسابقه                                       | محل برگزاری        | مقام   | توضیحات    |
| ---- | -------------------------------------------- | ------------------ | ------ | ---------- |
| ۲۰۰۳ | مسابقات قهرمانی دو و میدانی ۲۰۰۳ آسیا        | مانیل              | ۸      | ۵۴٫۴۰ متر  |
| ۲۰۰۴ | مسابقات قهرمانی دو و میدانی جوانان آسیا      | ایپوه، مالزی       | اول    | ۶۲٫۲۴ متر* |
| ۲۰۰۴ | مسابقات قهرمانی دو و میدانی جوانان جهان ۲۰۰۴ | گروستو، ایتالیا    | اول    | ۶۲٫۱۴ متر* |
| ۲۰۰۵ | بازی‌های همبستگی کشورهای اسلامی ۲۰۰۵          | مکه، عربستان سعودی | سوم    | ۵۸٫۶۶ متر  |
| ۲۰۰۵ | مسابقات قهرمانی دو و میدانی ۲۰۰۵ آسیا        | اینچئون، کره جنوبی | اول    | ۶۵٫۲۵ متر  |
| ۲۰۰۵ | مسابقات غرب آسیا                             | دوحه، قطر          | اول    | ۶۳٫۶۳ متر  |
| ۲۰۰۶ | جام جهانی دو و میدانی ۲۰۰۶                   | آتن، یونان         | دوم    | ۶۲٫۶۰ متر  |
| ۲۰۰۶ | بازی‌های آسیایی ۲۰۰۶                          | دوحه، قطر          | اول    | ۶۳٫۷۹ متر  |
| ۲۰۰۷ | مسابقات قهرمانی دو و میدانی ۲۰۰۷ آسیا        | امان، اردن         | اول    | ۶۵٫۳۸ متر  |
| ۲۰۰۷ | ۲۰۰۷ اوساکا                                  | اوساکا، ژاپن       | ۷      | ۶۴٫۵۳ متر  |
| ۲۰۰۸ | المپیک تابستانی ۲۰۰۸                         | پکن، چین           | ۱۷ (q) | ۶۱٫۳۴ متر  |
| ۲۰۰۹ | مسابقات قهرمانی دو و میدانی ۲۰۰۹ آسیا        | گوانگ‌ژو، چین       | اول    | ۶۴٫۸۳ متر  |
| ۲۰۱۰ | جام بین قاره‌ای ۲۰۱۰                          | اسپلیت، کرواسی     | سوم    | ۶۴٫۵۵ متر  |
| ۲۰۱۰ | بازی‌های آسیایی ۲۰۱۰                          | گوانگ‌ژو، چین       | اول    | ۶۷٫۹۹ متر  |
| ۲۰۱۱ | مسابقات قهرمانی دو و میدانی ۲۰۱۱ آسیا        | کوبه (شهر), ژاپن   | اول    | ۶۲٫۲۷ متر  |
| ۲۰۱۱ | ۲۰۱۱ دئگو                                    | دئگو، کره جنوبی    | سوم    | ۶۶٫۰۸ متر  |
| ۲۰۱۲ | المپیک تابستانی ۲۰۱۲                         | لندن، بریتانیا     | دوم    | ۶۸٫۱۸ متر  |
| ۲۰۱۳ | بازی‌های همبستگی کشورهای اسلامی ۲۰۱۳          | پالم‌بانگ، اندونزی  | اول    | ۶۶٫۰۳ متر  |
| ۲۰۱۴ | دو و میدانی در بازی‌های آسیایی ۲۰۱۴           | اینچئون، کره جنوبی | اول    | ۶۵٫۱۱ متر  |
| ۲۰۱۵ | ۲۰۱۵ پکن                                     | پکن، چین           | ۲۴ (q) | ۶۰٫۳۹ متر  |
| ۲۰۱۶ | المپیک تابستانی ۲۰۱۶                         | ریو دو ژانیرو      | ۲۴ (q) | ۶۰٫۱۵ متر  |
| ۲۰۱۷ | بازی‌های همبستگی کشورهای اسلامی ۲۰۱۷          | باکو               | دوم    | ۶۰٫۵۴ متر  |
| ۲۰۱۷ | مسابقات قهرمانی دو و میدانی ۲۰۱۷ آسیا        | بوبانسور، هند      | اول    | ۶۴٫۵۴ متر  |
| ۲۰۱۷ | ۲۰۱۷ لندن                                    | لندن، بریتانیا     | ۱۵ (q) | ۶۳٫۰۳ متر  |
| ۲۰۱۸ | بازی‌های آسیایی ۲۰۱۸                          | جاکارتا، اندونزی   | اول    | ۶۵٫۷۱ متر  |
| ۲۰۱۹ | مسابقات قهرمانی دو و میدانی ۲۰۱۹ آسیا        | دوحه، قطر          | اول    | ۶۵٫۹۵ متر  |

* دیسک ۱٫۷۵۰ کیلوگرم

### المپیک تابستانی لندن ۲۰۱۲
احسان حدادی در این مسابقات در مرحله مقدماتی در گروه A قرار داشت که با نخستین پرتاب که ۶۵٫۱۹ متر بود، به فینال این مسابقات راه پیدا کرد و در فینال پرتاب نخست خود را به میزان ۶۸٫۱۹ متر پرتاب کرد و در پرتاب دوم ۶۴٫۰۹ متر و پرتاب سوم ۶۷٫۲۸ متر و در پرتاب چهارم خود ۶۶٫۹۸ متر و پرتاب پنجم را با خطا و در نهایت صاحب گردن‌آویز نقره گردید. احسان حدادی موفق به کسب این مدال که نخستین مدال تاریخ دوومیدانی تاریخ المپیک برای ایران بود شد.
او پس از تقدیم مدالش به کودکان سرطانی برای ابراز همدردی با بازماندگان زمین‌لرزه‌های آذربایجان شرقی، عازم تبریز شد.

### مدال برنز مسابقات قهرمانی جهان
در سیزدهمین دوره رقابتهای دو و میدانی قهرمانی جهان در دئگو کرهٔ جنوبی ۲۰۱۱ با رکورد ۶۶٫۰۸ متر پس از نمایندگان آلمان و استونی به مقام سوم رقابتهای دو و میدانی قهرمانی جهان دست یافت. او دو و میدانی ایران را صاحب اولین مدال تاریخ این رشته کرد. او درحالی این مدال را کسب کرد، که بدون مربی، بدون کمپ تمرینی و بدون حمایت فدراسیون، به‌تنهایی بار مسئولیتش را به دوش می‌کشید.

### بازی‌های آسیایی ۲۰۱۴ اینچئون
حدادی در بازی‌های آسیایی ۲۰۱۴ اینچئون کرهٔ جنوبی با پرتابی به میزان بیش از ۶۵ متر به مدال طلا دست یافت. وی مدالش را به حسن روحانی رئیس‌جمهور وقت تقدیم کرد. وی دراین‌باره اظهار داشت: «من این مدال را به رئیس‌جمهور تقدیم می‌کنم، به کسی که باعث خوشحالی مردم شده و خوشحالم که دولت تدبیر و امید به‌دنبال ایجاد تغییرات در آینده است. هیچ کاری از دست ما برنمی‌آید جز خوشحال کردن مردم. از وقتی آقای روحانی رئیس‌جمهور شده، مردم خوشحال‌ترند و این خیلی مهم است».

### المپیک ۲۰۲۰ توکیو
احسان حدادی با وجود مصدومیت در المپیک ۲۰۲۰ توکیو شرکت کرد که در همان مرحله مقدماتی با قرار گرفتن در رتبه ۲۶ام از دور رقابتها کنار رفت.

## نارضایتی از فدراسیون دو و میدانی
او پس از کسب مقام سوم مسابقات جهانی گفت:
 «کسب چنین مدال‌هایی ازسوی او و دیگر ورزش‌کاران این رشته هیچ ربطی به مدیران فدراسیون دوومیدانی و کمیتهٔ ملی المپیک نداشته و تنها نتیجهٔ تلاش شخصی این ورزش‌کاران است. خوش‌حال می‌شویم که چند ورزش‌کار صِغَر سنی به مسابقات قهرمانی جوانان آسیا می‌فرستیم و مدال می‌گیریم. آمار می‌دهیم که در مسابقات جایزه بزرگ آسیا فلان و بهمان کردیم، یا در مسابقات ارتش‌ها فلان رکورد را جابه‌جا کردیم. واقعاً که جای تأسف دارد. من همیشه ایران را دوست داشته و دارم اما این مسایل، آدم را دل‌زده می‌کند. با این شرایط شاید از ایران بروم و در یکی از کشورها تمرین کنم و فقط در مسابقات برای ایران پرتاب کنم.»

## زندگی شخصی
احسان حدادی، به جرم تعرض جنسی و آزار اذیت یک دختر جوان به صد ضربه شلاق، و تبعید به یک نقطه دور افتاده محکوم شد.
او در ابتدا برای فرار از اجرای حکم به ایران بازنمی‌گشت، که به گفته وکیل شاکی با توجه به وثیقه سنگینی که برای وی در قوّه قضائیه دریافت شده بود، سرانجام به ایران بازگشت.
در واقع حدادی، قبل از آنکه در بازی‌های المپیک شرکت کند، درگیر این پرونده فساد اخلاقی بود، که سعی مسئولین ورزش و خانواده او در این بود که این موضوع رسانه‌ای نشود، اما سرانجام حضور در دادگاه از چشم نمایندگان رسانه‌ای دور نماند.